# Kamienica (powiat limanowski)
Kamienica – wieś w Polsce, położona w województwie małopolskim, w powiecie limanowskim, będąca siedzibą gminy Kamienica. Miejscowość leży w dolinie Kamienicy.
W latach 1954–1972 wieś należała i była siedzibą władz gromady Kamienica. W latach 1975–1998 wieś należała administracyjnie do województwa nowosądeckiego.
Wieś duchowna, własność klasztoru klarysek w Starym Sączu, położona była w drugiej połowie XVI wieku w powiecie sądeckim województwa krakowskiego. Zamieszkana przez Białych Górali. Dawniej również jako Kamienica koło Łącka.

## Położenie
Kamienica położona jest głównie w Gorcach, a niewielka jej część w Beskidzie Wyspowym, w sąsiedztwie Beskidu Sądeckiego w dolinie rzeki Kamienicy Gorczańskiej (uchodzącej do Dunajca ok. 2 km od granicy miejscowości) i jej dopływów: gorczańskiego potoku Zasadnego i beskidzkiego potoku Zbludza. Przez Kamienicę przebiega droga wojewódzka nr 968 Lubień – Zabrzeż oraz droga do Limanowej (przez przełęcz Ostra-Cichoń). Miejscowość leży 9 km od Łącka (jarmarki) i 26 km od granicy polsko-słowackiej.

## Integralne części wsi
| części wsi | Bednarze, Bieńki, Byniowa, Czepieliki, Czerwieńskie, Gierczyki, Gronie, Klenina, Kasprzyki, Kąty, Kępy, Koniec Wsi, Kóźlówka, Kramarzówka, Kropatwy, Kuligi, Kurzejówka, Lachy, Lasyki, Łęgi, Majery, Masiarze, Mikołajczyki, Niwa, Pieżgi, Połanek, Pustki, Rusnaki, Rynek, Saturn, Słotwina, Sopaty, Stece, Strzeltów, Syjudy, Świnki, Udziele, Wojtasy, Wójciaki Niżnie, Wójciaki Wyżnie, Wyłubek, Wysopale, Zawiersze, Zięby, Znajce, Żarnowa |

## Historia
Kamienica została lokowana w 1330 na obszarze nieurodzajnych lasów, aby zwiększyła się z nich korzyść dla klasztoru Klarysek, jak wynika z wystawionego w tym roku dokumentu lokacyjnego podpisanego przez ksienię klasztoru Katarzynę Odolany. Próby przeniesienia lokacji na okres wcześniejszy, tj. na 1297 (lokowana jakoby przez Gryfinę, wdowę po Leszku Czarnym), jak również twierdzenia, że wcześniejsza wieś przed Kamienicą rzekomo nosiła nazwę Przebyta, czy też Prezbita nie znajdują uzasadnienia w tekstach źródłowych. Dla zapewnienia dobrego rozwoju nowym osadnikom nadano 18-letni okres wolnizny od wszelkich powinności, opłat i obciążeń na rzecz klasztoru. Kamienica, przez kilka wieków należała do klasztoru Klarysek w Starym Sączu. Po konfiskacie dóbr zakonnych w 1782, władze austriackie przekazały wieś w zarząd rodzinie Szalayów ze Szczawnicy.
Istnienie na terenie wsi Kamienica parafii i drewnianego kościoła parafialnego pod wezwaniem Najświętszej Marii Panny Dziewicy potwierdza Jan Długosz. Swoistą plagą tamtych czasów były nawiedzające wieś liczne zarazy oraz plaga zbójnictwa, któremu sprzyjały warunki naturalne tej okolicy. W 1620 chłopi z Kamienicy byli wśród tych, którzy dokonali napadu na okoliczne dwory, m.in. na dwór w Świdniku i tamtejszy zbór braci polskich. W 1656 niektórzy Kamieniczanie organizowali wyprawy celem zastraszenia i obrabowania innowierców i potencjalnych stronników króla szwedzkiego. Z kolei wielu gwałtów i grabieży na mieszkańcach wsi dopuszczały się grasujące w tych okolicach w XVII i XVIII w. wojska polskie i obce.
W XIX w. właścicielem wsi został Maksymilian Marszałkowicz (1806-1878) – przemysłowiec, działacz polityczny i społeczny, który wybudował tu tartaki i papiernię (pracował w niej przez 2 lata przywódca powstania chochołowskiego Jan Kanty Andrusikiewicz), a na Szczawie hutę żelaza. Zgromadził okazałą bibliotekę i doprowadził do tego, że Kamienica stała się znanym w całej Galicji ośrodkiem kultury i azylem dla prześladowanych patriotów. W 1836 urodził się w Kamienicy przyszły historyk – Ludwik Kubala, tutaj powstała też książka pt. Świat Boży i życie na nim Szczęsnego Morawskiego (1871).
Przełom XIX i XX w., podobnie jak w większości wsi galicyjskich, przyniósł zjawisko stałej i tymczasowej emigracji zarobkowej mieszkańców Kamienicy, której celem były zwłaszcza Węgry i USA.
W 1907 Kamienica wraz ze Szczawą i Zasadnem przeszła na własność Towarzystwa Akcyjnego Fabryki Celulozy w Zsolna na Węgrzech (dzisiaj Żylina na Słowacji), a w 1923 w ręce akcyjnego Towarzystwa Górniczo-Przemysłowego „Saturn” założonego przez przemysłowców łódzkich, m.in. Karola Scheiblera, z siedzibą w Czeladzi.
W okresie I wojny światowej Kamienica nie była objęta działaniami wojennymi, ale wielu mieszkańców wsi zostało przymusowo wcielonych do armii austriackiej, a wieś została objęta koniecznością świadczenia przymusowych kontyngentów dla tejże armii. 18 lutego 1918 zorganizowano we wsi manifestację na rzecz odrodzenia i niepodległości Polski, w której wzięła udział większość mieszkańców, a od połowy roku rozpoczęły się powroty ocalałych kamieniczan z niewoli rosyjskiej i innych frontów wojennych. Swoistym spadkiem po okresie zaborów i wojny było przysłowiowe galicyjskie ubóstwo mieszkańców wsi – zacofanie edukacyjne i gospodarcze, braki odzieży, niedożywienie w okresach przednówków.
25 marca 1931 spłonął doszczętnie miejscowy drewniany kościół parafialny, będący siedzibą parafii Przemienienia Pańskiego i Nawiedzenia NMP. Od tego momentu podjęto starania o zebranie w skali ogólnopolskiej stosownych środków pieniężnych i wybudowanie nowego kościoła murowanego, który powstał w latach 1932–1937.
W okresie II wojny światowej Kamienica stanowiła ośrodek działań partyzanckich, w odwecie hitlerowcy odpowiadali szeregiem obław i pacyfikacji (aż 18-krotnie), w 1944 wykonano tu zbiorową egzekucję za aktywne wspieranie oddziałów AK. Wieś została odznaczona w 1986 Orderem Krzyża Grunwaldu III klasy za walkę z okupantem hitlerowskim w czasie II wojny światowej.
W okresie stalinowskim nie zabrakło w Kamienicy prowokatorów z Urzędu Bezpieczeństwa Publicznego, którzy spreparowali spisek antykomunistyczny w postaci rzekomej organizacji podziemnej Odwet Górski, na czele której mieli stać jakoby księża z Kamienicy. Zostali oni aresztowani w 1952 i po poddaniu pokazowemu procesowi w Krakowie osadzeni w więzieniu, gdzie pozostawali do 1956.
Okres PRL-u przyniósł elektryfikację (1960) wsi, a także wiele inwestycji w zakresie drogownictwa i w sferze użyteczności publicznej, jak np. budynek administracyjno-handlowy (1958), rozbudowa budynku szkolnego (1959), restauracja Jodełka (1960), piekarnia (1968), masarnia i ubojnia, wodociąg i kawiarnia (1972), wiejski dom towarowy (1976) i inne. W roku 1977 zapoczątkowano organizację corocznej imprezy kulturalno-artystycznej w Kamienicy – Dni Gorczańskich.
Miejscowość jest siedzibą władz gminy Kamienica, do której należą również: Szczawa, Zbludza, Zasadne i Zalesie.

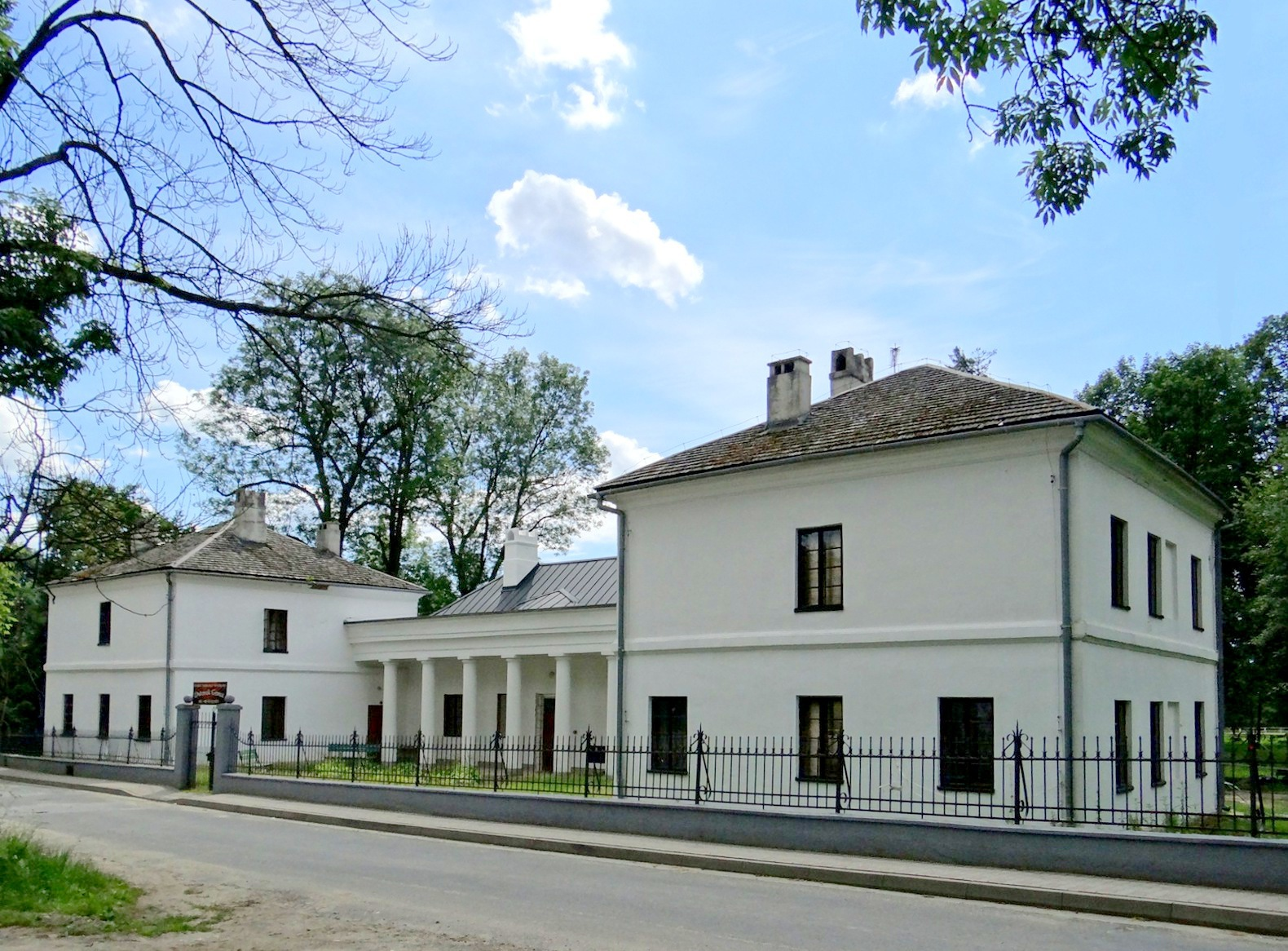
Zespół pałacowo-parkowy Marszałkowicza
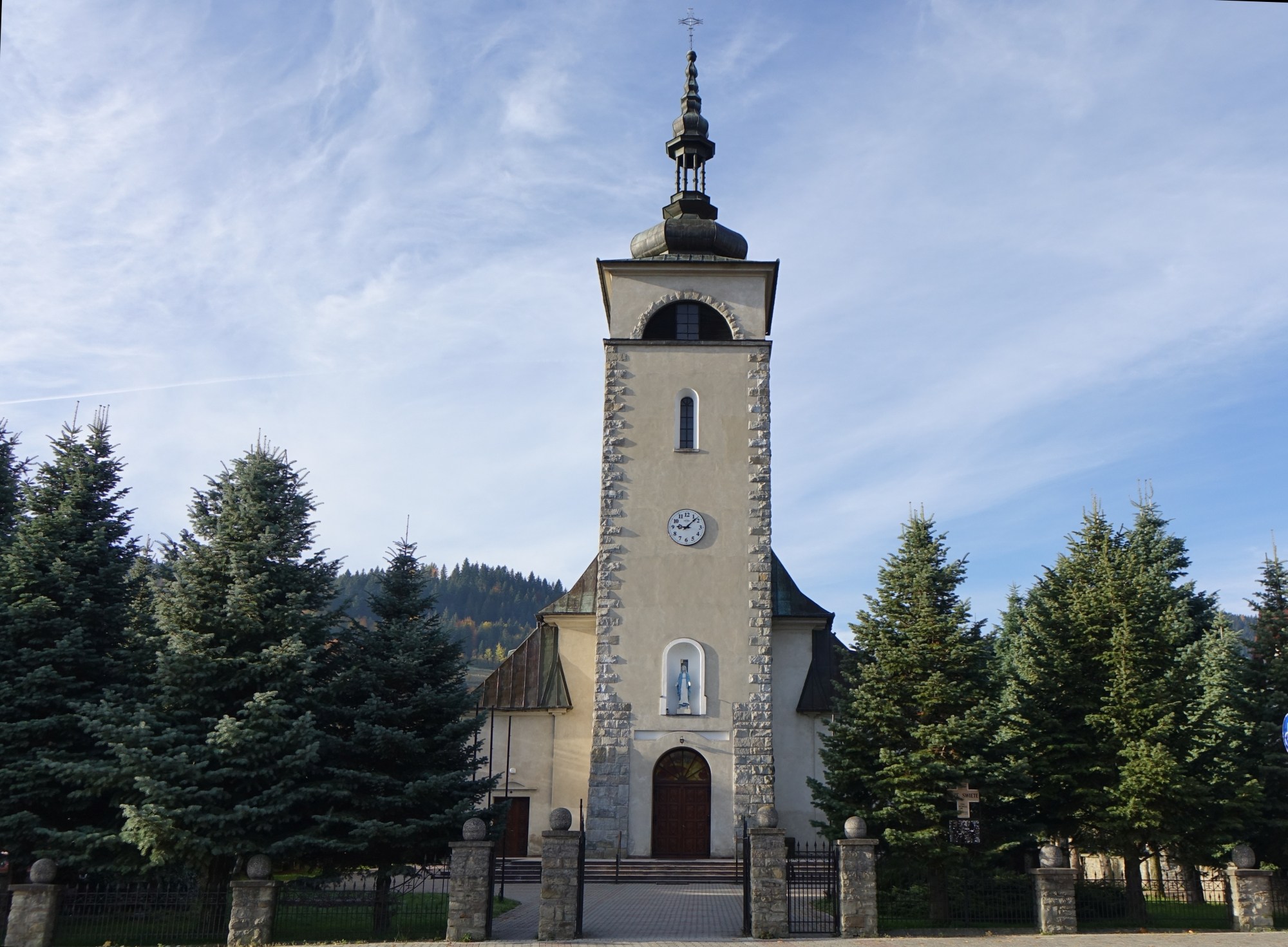
Kościół
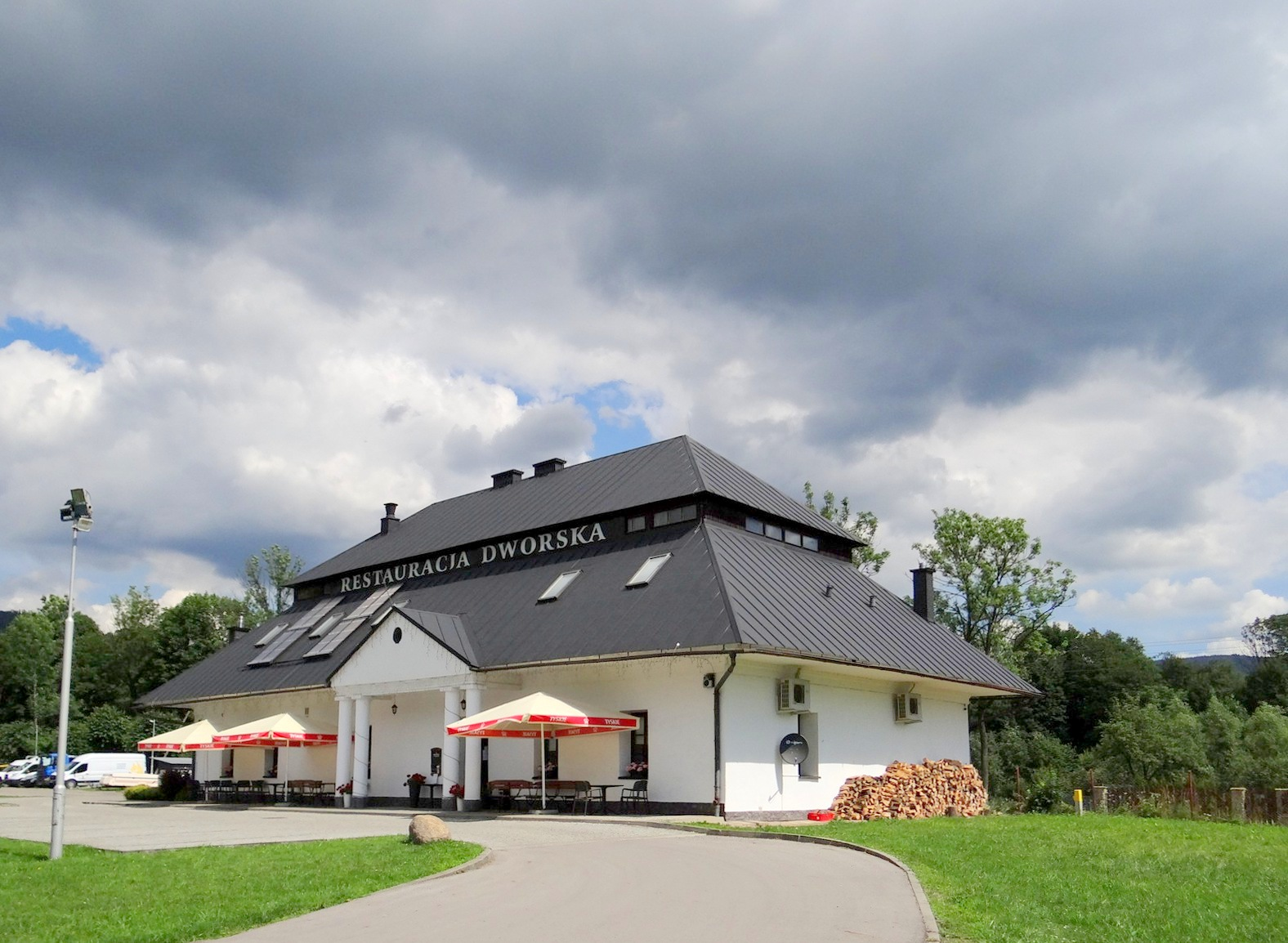
Budynek dawnej poczty
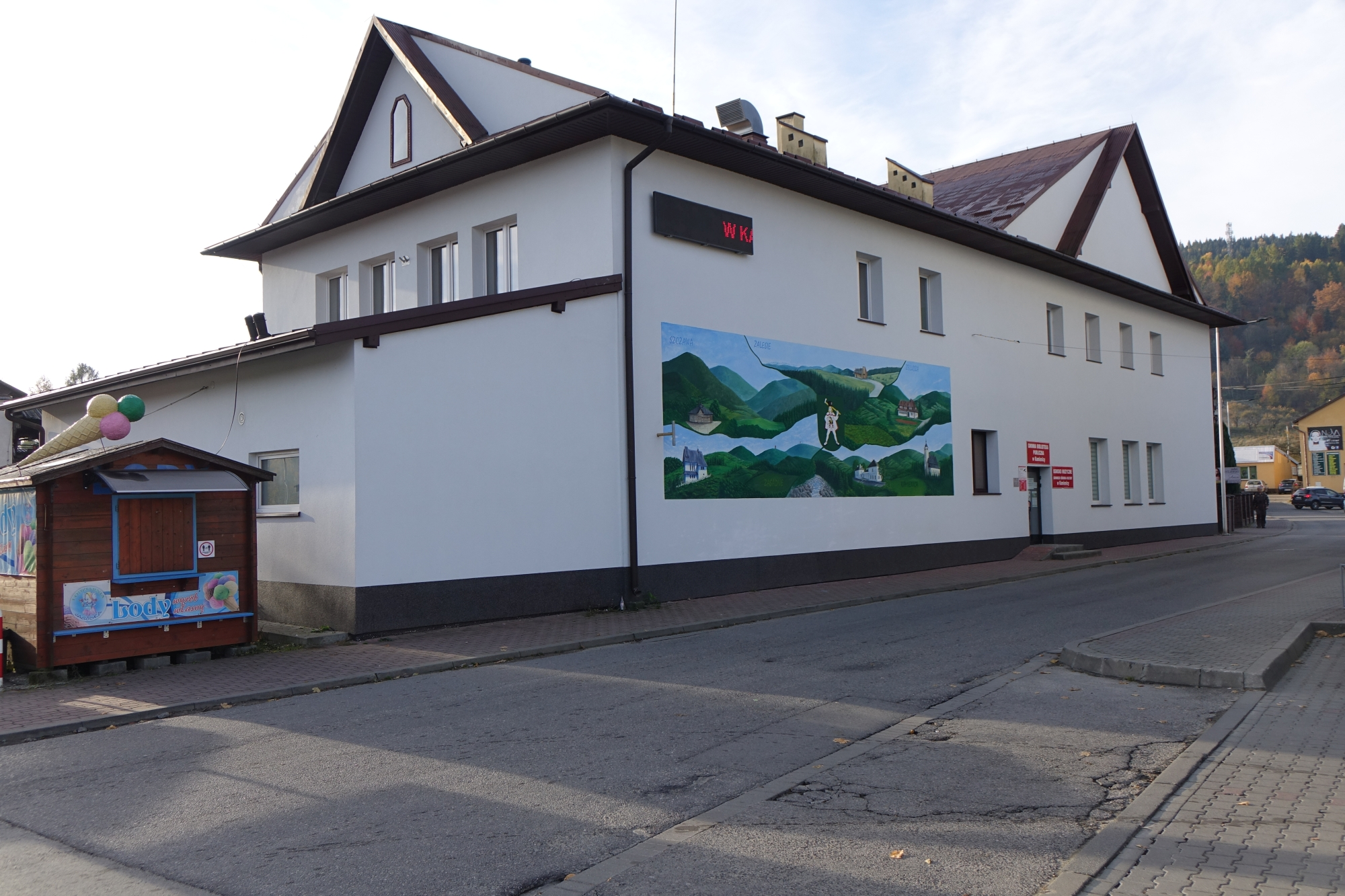
Biblioteka i świetlica
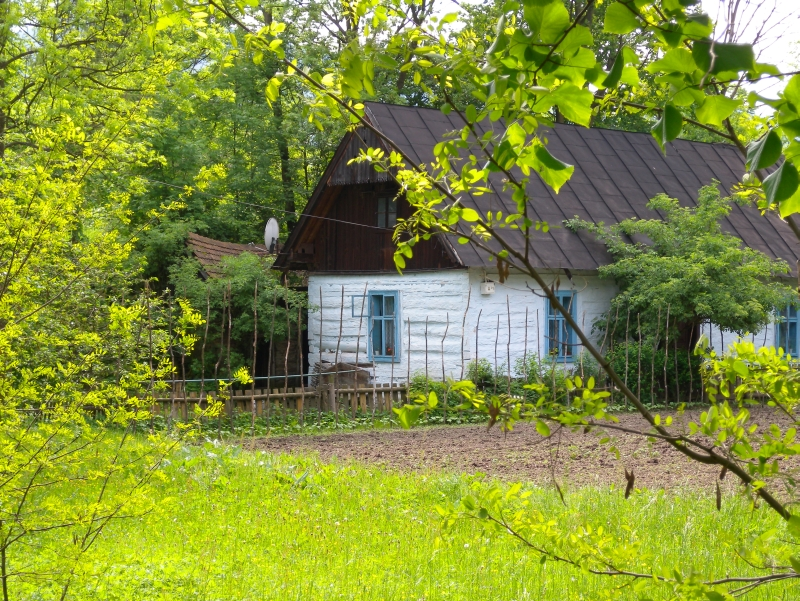
Jeden z domów

## Turystyka
Położenie Kamienicy w dolinie między Beskidem Wyspowym i Gorcami, czyni z miejscowości doskonałą bazę wypadową na teren tych gór.
Szlaki turystyczne
 – z rynku w Kamienicy, przez dolinę Ochotnicy na Lubań i dalej na tzw. Snozkę (przełęcz Snozka w Kluszkowcach) do Czorsztyna, przez Zbludzę na szczyt Modyni i przez przełęcz Ostra-Cichoń do Limanowej
 – z Kamienicy do Szczawy przez Zbludzkie Wierchy.
 – szlak konny – oznaczony na pomarańczowo, prowadzi z Kamienicy na szczyt Gorca, następnie na Turbacz i Mogielicę i z powrotem do Kamienicy.

## Zabytki
Obiekt wpisany do rejestru zabytków nieruchomych województwa małopolskiego.
- Ogród podworski.
Ogród ze starodrzewem, wśród którego znaleźć można m.in. żywotnik, sosna wejmutka, sosna limba, choina kanadyjska, dąb czerwony, świerk serbski i wiele drzew pospolitych[11].

## Inne zabytki
- Pałac w Kamienicy – zbudowany w latach 1830–1840, murowany, parterowy, wzniesiony w stylu późnoklasycystycznym, z czterospadowym dachem, kolumnadą pośrodku i dwoma piętrowymi skrzydłami[11];
- XIX-wieczny dwór murowany, nakryty czterospadowym dachem gontowym[11];
- cmentarz parafialny z zabytkową kaplicą rodziny Szalayów oraz grobami partyzantów i ofiar represji hitlerowskich[11];
- Izba Regionalna.